# جاجمنت (بازی ویدئویی)
جاجمنت (انگلیسی: Judgment) (روماجی: Judge Eyes: Shinigami no Yuigon) یک بازی ویدئویی در سبک اکشن-ماجراجویی است که توسط استودیو Ryu Ga Gotoku توسعه یافته و توسط سگا منتشر شده‌است. جاجمنت اسپین‌آف سری یاکوزا است که در دسامبر ۲۰۱۸ در ژاپن و ژوئن سال بعد در سراسر جهان برای پلی‌استیشن ۴ عرضه شد. نسخهٔ ریمستر شدهٔ بازی با عنوان Remastered در ژاپن و آسیا، در آوریل ۲۰۲۱ برای پلی‌استیشن ۵، استدیا و اکس‌باکس سری اکس و سری اس منتشر شد. جاجمنت داستان یک وکیل سابق به نام تاکایوکی یاگامی که هم‌اکنون یک کارآگاه خصوصی است را روایت می‌کند که او و همکارانش در حال بررسی پروندهٔ قتل‌های زنجیره‌ای در کاموروچو (که نسخهٔ ساختگی منطقهٔ کابوکیچو واقع در توکیوی دنیای واقعی است) هستند که در این پرونده، همهٔ اجساد پیدا شده چشم‌هایشان از حدقه خارج شده و بدون چشم هستند.

## داستان
داستان در سال ۲۰۱۵ میلادی رخ می‌دهد. وکیل جوان تاکایوکی یاگامی پروندهٔ قتل بیمار کویچی واکو در مرکز توسعهٔ دارویی پیشرفته (انگلیسی: Advanced Drug Development Center) که اختصاراً ADDC نامیده می‌شود را بررسی می‌کند.
پس از بررسی پروندهٔ، وکیل یاگامی با موفقیت از موکل خود -که به قتل متهم شده‌است- یعنی شینپه اوکوبو دفاع می‌کند و باعث تبرئهٔ او می‌شود، امّا مدت کوتاهی پس از رفع اتهام، اوکوبو برای قتل دوست دختر خود بازداشت می‌شود و یاگامی از روی احساس گناه و عذاب وجدان، از سمت خود در دفتر حقوقی خویش کناره‌گیری می‌کند.
سه سال بعد، یاگامی که هم‌اکنون یک کارآگاه خصوصی در منطقهٔ کاموروچو واقع در توکیو است، پرونده‌های مختلف را به همراه همکار خود، عضو سابق خاندان یاکوزای توجو یعنی ماساهارو کایتو، قبول و بررسی می‌کند. در خلال بررسی پرونده‌ها توسط یاگامی، یک قاتل زنجیره‌ای اخیراً در حال به قتل رساندن اعضای یاکوزا در کاموروچو بوده‌است و تمامی جنازه‌های مربوط چشم‌هایشان از حدقه خارج شده‌است. یاگامی پروندهٔ یک قتل یک عضو خاندان کیوری (خاندان یاکوزا که خارج از توکیو فعالیت می‌کنند) را قبول می‌کنند که در آن کاپیتان خانوادهٔ ماتسوگانه، یعنی کیوهه هامورا از خاندان توجو متهم به قتل این شخص به همین روش است. یاگامی پس از قبول کردن پرونده، بی‌گناهی هامورا را اثبات می‌کند امّا احتمال می‌دهد که هامورا ممکن است با قاتل اصلی -که یاگامی فکر می‌کند ممکن است یک جاسوس در ادارهٔ پلیس باشد- در ارتباط باشد و از این رو، به تحقیق بر روی یک فاحشه‌خانه می‌پردازد که در آن یکی از قربانیان، آخرین بار با هامورا دیده شده و از او دستور متوقف کردن تحقیقات بر روی قاتل را دریافت کرده‌است.